# Округ (США)

Карта Соединённых Штатов Америки, показывающая расположение округов

Округ или графство (англ. county) — административно-территориальная единица штата или территории в Соединённых Штатах Америки. По численности населения меньше, чем штат, и больше, чем город (за исключением пяти округов — боро — в составе города Нью-Йорка). Понятие «округ» применяется в 48 штатах США, в то время как в Луизиане и на Аляске используются функционально эквивалентные понятия «приход» и «боро», соответственно.
Всего, по данным Геологической службы США, в стране насчитывается 3141 округ. Наименьшее количество округов в штате Делавэр (3), наибольшее — в штате Техас (254). Полномочия администрации округов и взаимоотношения с муниципальными властями расположенных на их территории населённых пунктов сильно различаются от штата к штату.
В округах имеются органы местного управления, состоящие из избираемого местного совета, шерифа, казначея, клерка суда и т. п. Занимаются хранением различных записей, участием в проведении выборов, в судебной системе, оказывают различные услуги населению и поддерживают порядок.